# Paul Würzler-Klopsch
Paul Würzler-Klopsch (* 11. April 1872 in Bernburg (Saale); † 22. Februar 1937 in Berlin) war ein deutscher Architekt, Innenarchitekt und Kunstgewerbler.

## Leben
Würzler-Klopsch studierte an der Bauschule Zerbst sowie an der Technischen Hochschule Karlsruhe und der Technischen Hochschule München. Ab 1904 war er als Architekt in Leipzig tätig, wo er die Leipziger Werkstätte gründete. Er war Mitglied im Deutschen Werkbund (DWB) und im Bund Deutscher Architekten (BDA).

## Bauten
- 1904–1905: Wohnhaus für Direktor H. Schiele in Leipzig-Connewitz[1]
- 1907–1908: Wohnhaus für Amtsrat Fessel in Ballenstedt[2]
- vor 1912: Wohnhaus für Dr. L. in Hänichen[3]
- 1912: Wohnhaus für Adolf von Strümpell in Leipzig, Beethovenstraße 33